# Wilbur Holland
Wilbur Holland (nacido el 8 de noviembre de 1951 en Columbus, Georgia) es un exjugador de baloncesto estadounidense que disputó cuatro temporadas en la NBA, además de jugar en la liga italiana y la liga francesa. Con 1,83 metros de estatura, jugaba en la posición de base.

## Trayectoria deportiva

### Universidad
Jugó dos temporadas con los Privateers de la Universidad de Nueva Orleans, en las que promedió 22,8 puntos y 4,6 rebotes por partido. Llevó a su equipo a disputar en dos ocasiones la Final Four de la División II de la NCAA, siendo elegido en el mejor quinteto del torneo en 1975. Su máxima anotación en un partido fue de 42 puntos.

### Profesional
Fue elegido en la septuagésimo quinta posición del Draft de la NBA de 1975 por Atlanta Hawks, donde jugó una temporada en la que promedió 5,8 puntos y 1,2 rebotes por partido.
Tras ser despedido, al año siguiente fichó como agente libre por los Chicago Bulls, donde desde el primer momento fue el base titular del equipo. En su primera temporada promedió 14,9 puntos y 3,2 asistencias por partido, mientras que al año siguiente disputó su mejor temporada como profesional, promediando 16,6 puntos y 3,8 asistencias, además de aparecer entre los diez mejores de la liga en robos de balón, con 2,0 por encuentro.
En 1979 fue traspasado a New Orleans Jazz a cambio de los derechos sobre Rickey Williams, pero su nuevo equipo no contó con él, marchándose a jugar al Scavolini Pesaro de la liga italiana, donde jugó una temporada en la que promedió 20,2 puntos y 4,0 rebotes por partido.  Acabó su carrera profesional jugando dos temporadas en el ASPO Tours de la liga francesa.

## Estadísticas de su carrera en la NBA

### Temporada regular
| Temporada | Edad | Equipo        | Liga | P   | TIT | MIN  | TC  | TCA  | %TC  | 3P | 3PA | %3P | TL  | TLA | %TL  | R.OF. | R.DEF. | REB | ASIS | ROB | TAP | PER | FP  | PTS  |
| 1975-76   | 24   | Atlanta Hawks | NBA  | 33  |     | 10.6 | 2.6 | 6.5  | .399 |    |     |     | 0.7 | 1.0 | .647 | 0.5   | 0.8    | 1.2 | 0.8  | 0.6 | 0.1 |     | 1.5 | 5.8  |
| 1976-77   | 25   | Chicago Bulls | NBA  | 79  |     | 31.1 | 6.4 | 14.2 | .454 |    |     |     | 2.0 | 2.4 | .823 | 1.0   | 2.2    | 3.2 | 3.2  | 2.1 | 0.2 |     | 2.5 | 14.9 |
| 1977-78   | 26   | Chicago Bulls | NBA  | 82  |     | 35.2 | 6.9 | 15.7 | .443 |    |     |     | 2.7 | 3.4 | .799 | 1.3   | 2.3    | 3.6 | 3.8  | 2.0 | 0.2 | 2.7 | 3.1 | 16.6 |
| 1978-79   | 27   | Chicago Bulls | NBA  | 82  |     | 30.3 | 5.4 | 11.5 | .473 |    |     |     | 1.7 | 2.1 | .801 | 1.0   | 2.1    | 3.1 | 4.0  | 1.5 | 0.1 | 2.3 | 2.9 | 12.6 |
| Total     |      |               | NBA  | 276 |     | 29.6 | 5.8 | 12.9 | .452 |    |     |     | 2.0 | 2.5 | .799 | 1.0   | 2.1    | 3.1 | 3.3  | 1.7 | 0.2 | 2.5 | 2.7 | 13.6 |

### Playoffs
| Temporada | Edad | Equipo        | Liga | P | TIT | MIN  | TC  | TCA  | %TC  | 3P | 3PA | %3P | TL  | TLA | %TL   | R.OF. | R.DEF. | REB | ASIS | ROB | TAP | PER | FP  | PTS  |
| 1976-77   | 25   | Chicago Bulls | NBA  | 3 |     | 28.0 | 5.7 | 11.3 | .500 |    |     |     | 3.3 | 3.3 | 1.000 | 1.7   | 1.3    | 3.0 | 1.0  | 0.3 | 0.0 |     | 2.7 | 14.7 |
| Total     |      |               | NBA  | 3 |     | 28.0 | 5.7 | 11.3 | .500 |    |     |     | 3.3 | 3.3 | 1.000 | 1.7   | 1.3    | 3.0 | 1.0  | 0.3 | 0.0 |     | 2.7 | 14.7 |